# Larry Gamell Jr.
Larry Gamell Jr. est un acteur américain né le 12 février 1963 à San Diego, Californie (États-Unis).

## Filmographie
- 1982 : Les Croque-morts en folie (Night Shift) de Ron Howard : Man in pool
- 1984 : Surf II : Student fan
- 1989 : False Witness (TV) : Lab Technician
- 1990 : Feelin' Screwy
- 1991 : This Gun for Hire (TV) : Marvin
- 2004 : Ray : Bouncer
- 2004 : The Madam's Family: The Truth About the Canal Street Brothel (TV) : Judge Adashek
- 2005 : Les Ailes du chaos (Locusts) (TV) : African Delegate
- 2005 : Pizza My Heart (TV) : Firefighter
- 2006 : Le Bal de fin d'année (For One Night) (TV) : Daryl Dawson
- 2006 : Playboy à saisir (Failure to Launch) : Gun Salesman #2
- 2006 : Lucky Girl (Just My Luck) : Jail Deputy